# Triptyque de Baden-Baden

Le Triptyque de Baden-Baden est un tableau de Jean-Pierre Ponnelle. Réalisé en 1960 et à la demande du général Paul Vanuxem pour l'église Notre-Dame-de-la-Paix de Baden-Baden, il est depuis 1968 à la chapelle militaire d'Évreux.
Le panneau central du triptyque représente la descente de croix ; les deux panneaux latéraux les saints patrons des armées.

## L'artiste
Ce triptyque a été réalisé par Jean-Pierre Ponnelle (1932-1988), connu aux États-Unis et en Allemagne pour ses mises en scène d’opéra, de film d'Opéra et ses décors. Il fit son service militaire à Baden-Baden en 1960. C’est à la demande du général Vanuxem qu'il composa, en une année, cette œuvre représentant les saints patrons des armées.

## Description du triptyque

### Panneau central
Le panneau central, représente la descente de croix, avec Notre Dame des Douleurs à ses pieds. À gauche, l'artiste a représenté l’archange Gabriel (patron des transmissions), à genoux, dans une attitude de révérence, et l’homme ancien, debout, enraciné en terre. À droite,  l’archange Michel (patron de la France et des parachutistes), les ailes recouvertes d’écailles, le corps sombre, celui qui lutta contre le dragon, et, à ses pieds, l'homme nouveau sortant du tombeau.

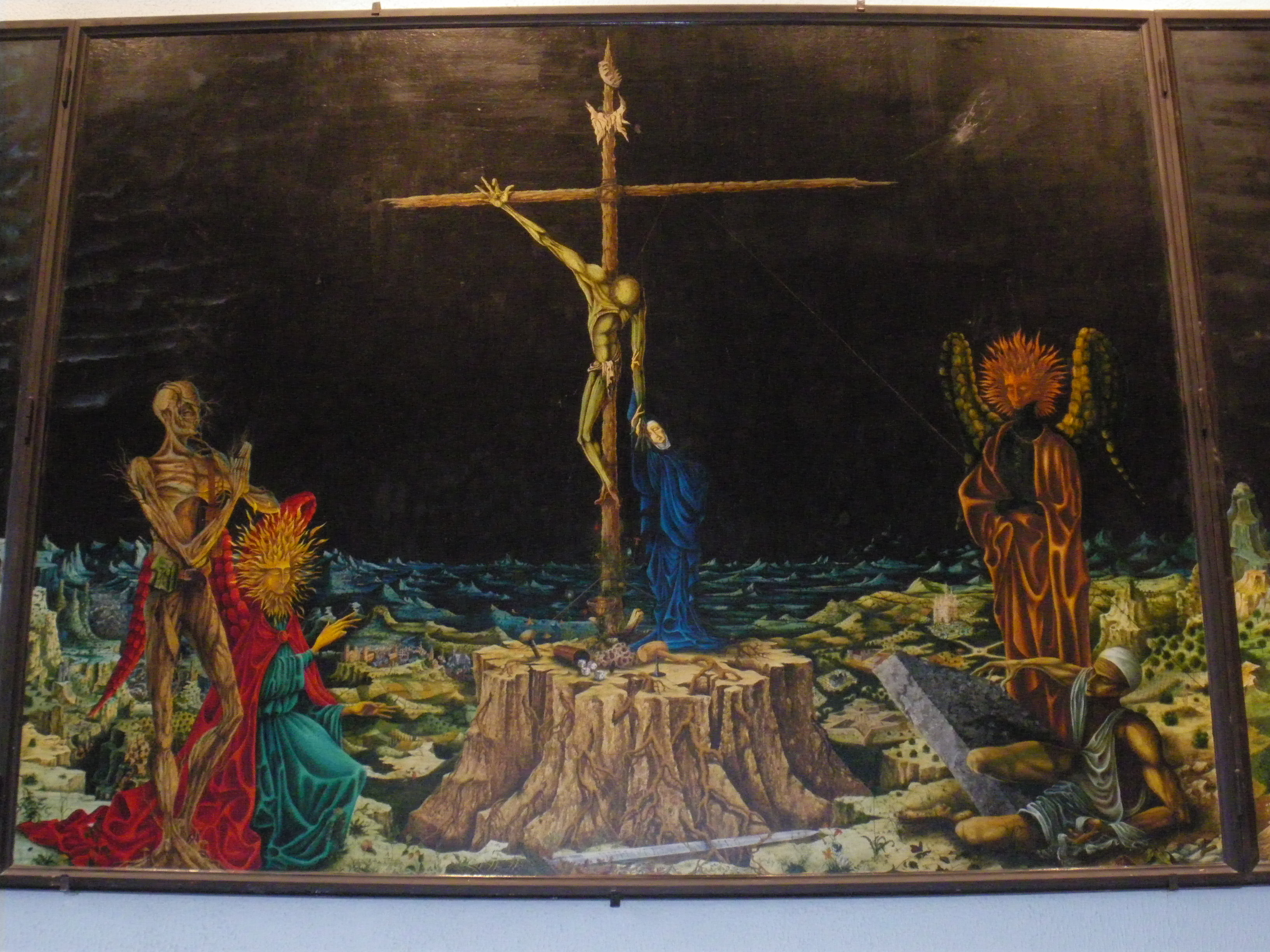
Christ en croix.

Au pied du tronc où est dressée la croix, une épée porte la devise du général Vanuxem « DUM CREDO VINCO », « Tant que j’ai la foi, je vaincrai ». Au pied de la croix une éponge, un jeu de dés, un calice, le graal qui recueillit le sang du Christ, un maillet et les clous, instruments de la passion. 

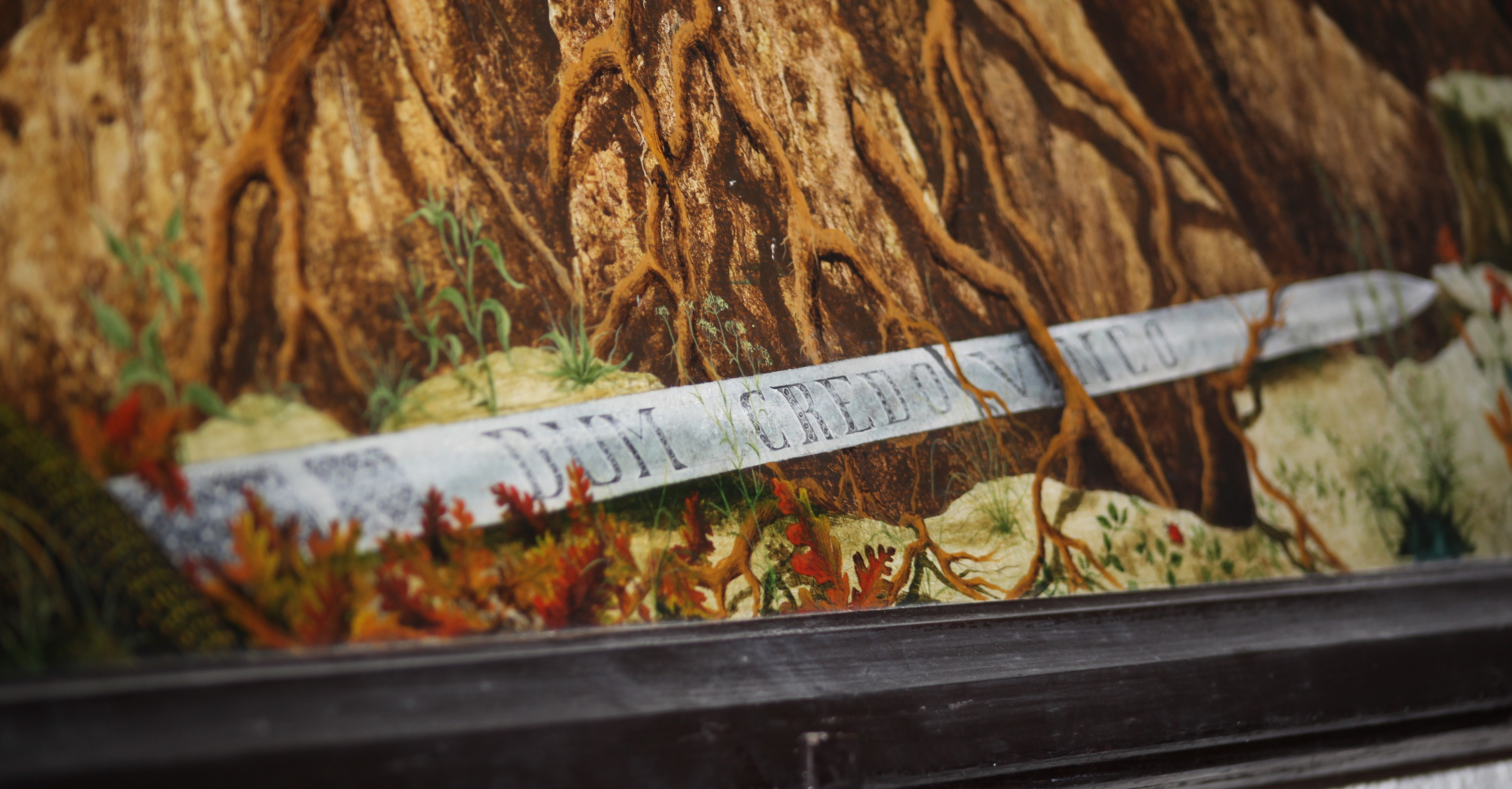
Devise du général Vanuxem.

### Panneau de gauche

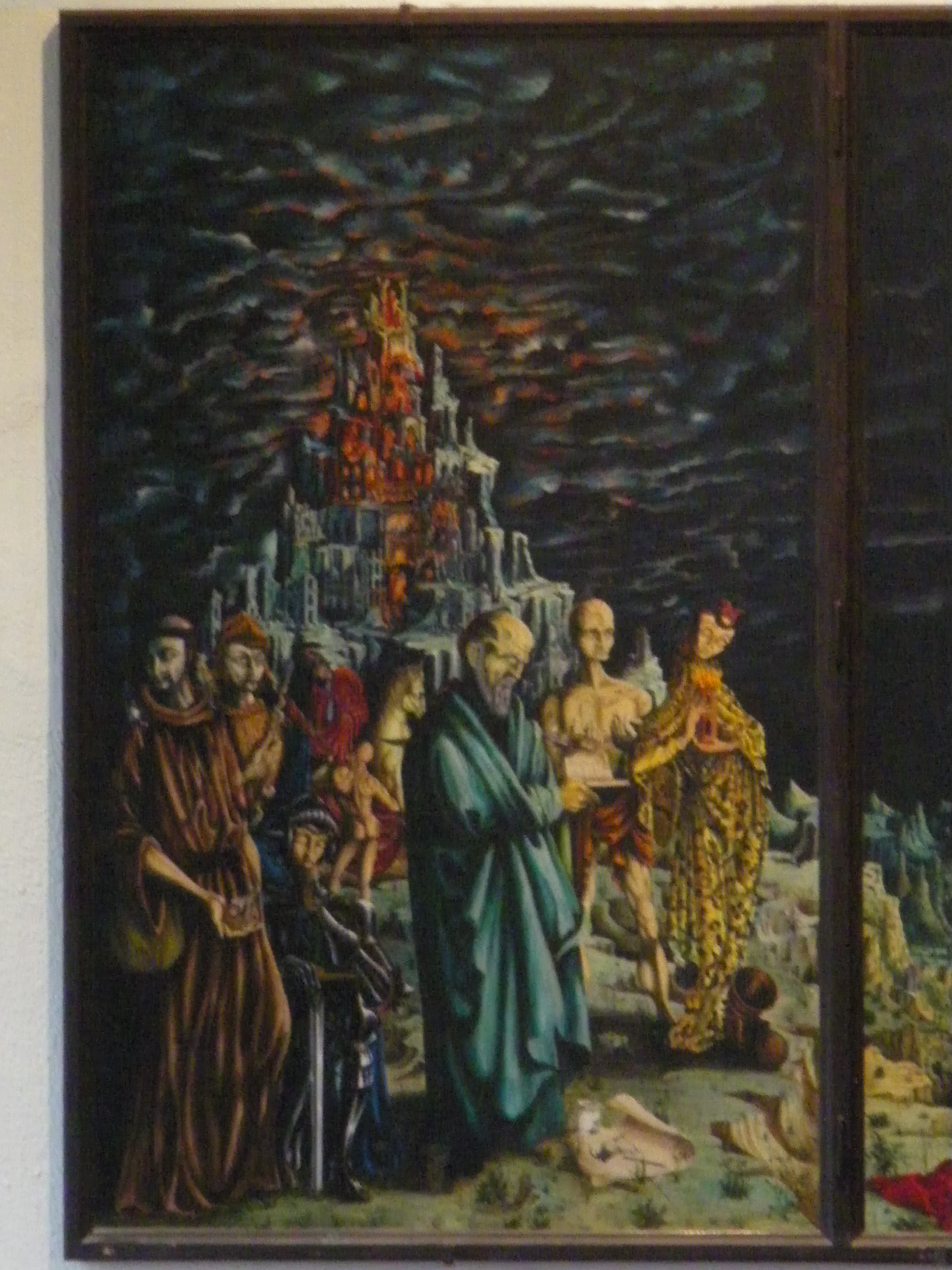
Saints patrons et antique cité.

Au premier plan saint Antoine, patron de la légion étrangère, derrière saint Maurice, patron des fantassins, portant dans sa main un cep de vigne (symbole de sa fonction de centurion romain), au fond saint Martin de Tours partageant son manteau, patron du commissariat, à genoux sainte Jeanne d’Arc, patronne de la France et du personnel féminin des armées, à côté, saint Luc, l'évangéliste, patron du service de santé des armées et des artistes, à côté saint Sébastien, patron des archers, vêtue de jaune sainte Barbe, tenant une tour en feu, patronne des pompiers et des artilleurs, à ses pieds un canon portant la date 1960 (date de la réalisation du triptyque) derrière,  la cité antique, en feu avec au sommet, la Vierge à l'Enfant.

### Panneau de droite

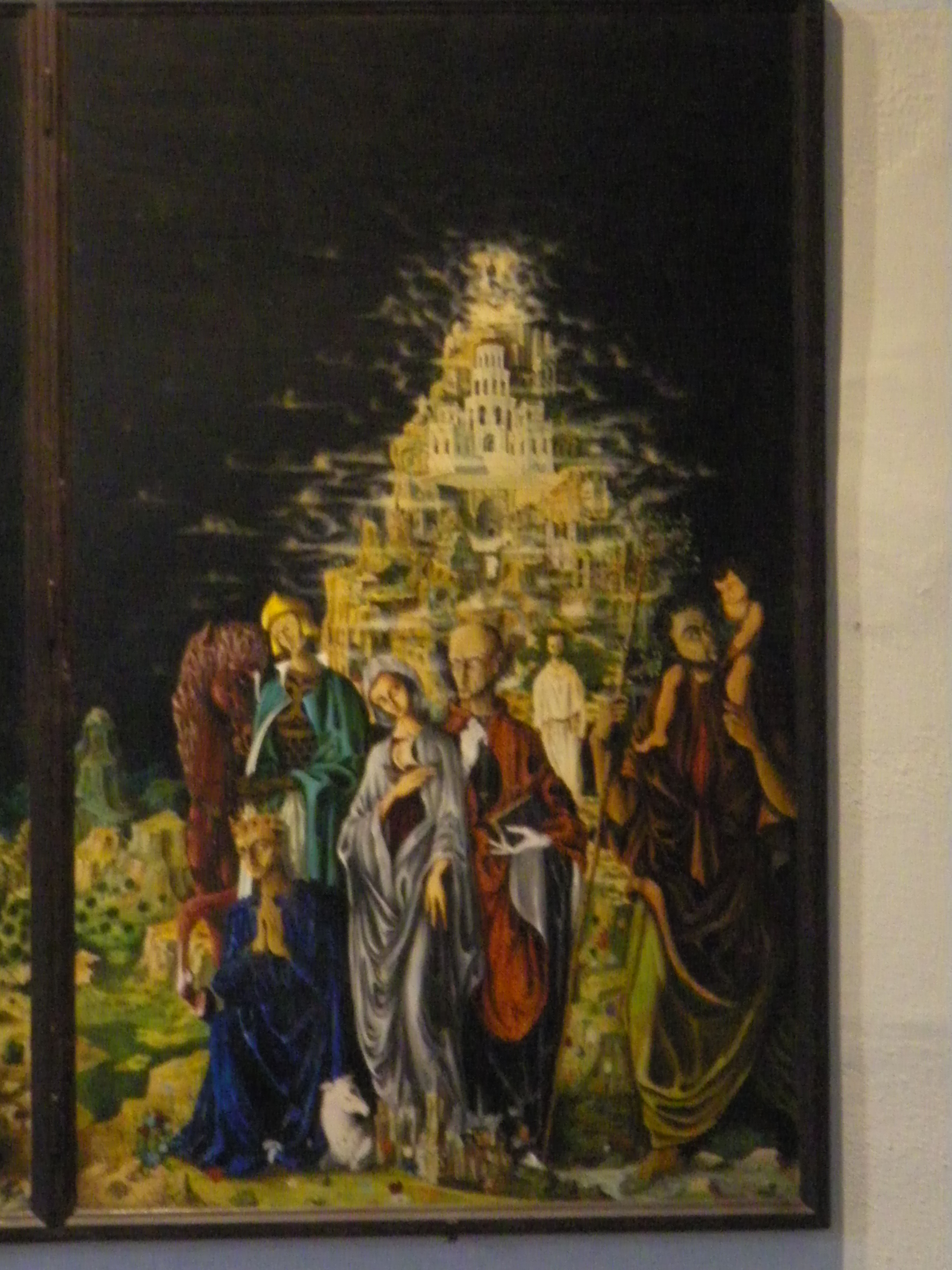
Saints patrons et cité nouvelle.

Le panneau de droite présente, de gauche à droite, saint Louis à genoux, roi de France, patron de l’aumônerie militaire, saint Georges, patron de la cavalerie, sainte Geneviève, patronne des gendarmes et de Paris, représentée à ses pieds, saint Éloi, patron des orfèvres et des mécaniciens et saint Christophe portant l’Enfant Jésus, patron du transport. Au second plan, le personnage vêtu de blanc est Charles de Foucauld, officier de l’armée française, puis ermite au désert. L'arrière-plan est la nouvelle cité, la Jérusalem céleste, lumineuse, resplendissante, au sommet le Christ, montant au ciel (l'Ascension).